# Hydra 20
Hydra är en segelbåt i plast som tillverkades mellan åren 1972 och 1981, konstruerad av Heinz-Jürgen Sass och byggd av Boo Marin. Den beskrivs av i boken av Curt Gelin som ...utmärkt seglare, styv, bra pentry men saknade skjutlucka, och har mastheadrigg som upplevdes negativt.